# Damageplan
Damageplan byla americká groove metalová kapela která vznikla po rozpadu skupiny Pantera.
Jejími členy byli Dimebag Darrell a Vinnie Paul z Pantery, Patrick Lachman (ex-Halford) a Bob Zilla.
Damageplan zanikl po smrti kytaristy Dimebaga Darrella, 8. prosince 2004.

## Členové Skupiny
- Patrick Lachman - zpěv
- Dimebag Darrell - kytara
- Vinnie Paul - bicí
- Bob Zilla - basa

## Diskografie
| Rok  | Album           | Label           | Umístění v žebříčku |
| ---- | --------------- | --------------- | ------------------- |
| 2004 | New Found Power | Elektra Records | #34 U.S.            |